# Tyrande Whisperwind
Tyrande Whisperwind is een personage uit de computerspelserie Warcraft van Blizzard Entertainment. Ze maakte haar debuut in het strategiespel Warcraft III: Reign of Chaos uit 2002 en is sindsdien een sleutelfiguur in het Warcraft-universum, waaronder het MMORPG World of Warcraft.
Tyrande is uitgegroeid tot een iconisch personage binnen het Warcraft-universum en is geliefd vanwege haar sterke moraal, tragische achtergrond en indrukwekkende leiderschap.

## Achtergrond
Tyrande is de hogepriesteres van Elune en een van de belangrijkste leiders van de nachtelven in het Warcraft-universum. Ze is een van de oudste en machtigste stervelingen op Azeroth en leidde haar volk door talloze crisissen, waaronder de oorlog tegen de Burning Legion. Tyrande staat bekend om haar onwankelbare toewijding aan Elune en haar vastberadenheid om haar volk te beschermen, zelfs wanneer dat haar op gespannen voet zet met andere leiders. In recente gebeurtenissen nam ze de vorm aan van de Night Warrior, een gevaarlijke manifestatie van Elune’s kracht, waarmee ze haar vijanden met meedogenloze kracht tegemoettrad.
Ze groeide op in de eeuwenoude stad Suramar, waar ze samen met Malfurion Stormrage en diens broer Illidan opgroeide. Tijdens de War of the Ancients koos Tyrande voor het pad van de priesterschap en werd al snel een toegewijde dienares van de godin Elune.
Ze speelde een cruciale rol in het verzet tegen de Burning Legion en leidde haar volk tijdens meerdere crisissen, waaronder de invasies van de demonen en conflicten met de Horde en andere facties. Tyrande trouwde uiteindelijk met Malfurion Stormrage en bleef ook na zijn langdurige afwezigheden een standvastige leider.
In latere gebeurtenissen, zoals de vernietiging van Teldrassil, toonde Tyrande een veel duisterdere kant toen ze de kracht van de Night Warrior op zich nam om wraak te nemen op Sylvanas Windrunner. Ondanks haar toegenomen woede bleef Tyrande een symbool van trouw, kracht en devotie aan haar volk en haar godin.

## Verschijningen
Tyrande Whisperwind verscheen voor het eerst in Warcraft III: Reign of Chaos uit 2002, waarin ze werd ingesproken door Tiffany Hayes. In de uitbreiding Warcraft III: The Frozen Throne uit 2003 nam Elisa Gabrielli de rol van stemactrice over. Zij bleef Tyrande's stem vertolken in latere spellen zoals World of Warcraft uit 2004 en Heroes of the Storm uit 2015.
In Heroes of the Storm vervult Tyrande de rol van support, waarbij ze haar bondgenoten ondersteunt met helende spreuken, vision abilities en crowd control. Haar vaardigheden combineren genezing met het vermogen om vijanden tijdelijk uit te schakelen, waardoor ze zowel defensief als strategisch een waardevolle aanwinst is voor elk team.
In 2016 verscheen Tyrande Whisperwind als alternatieve Priest Hero in het online kaartspel Hearthstone. Ze verscheen als een alternatief voor de standaardheld Anduin Wrynn met een unieke hero portrait, aangepaste voice lines en een speciaal kaartachtergrondthema. Tyrande was aanvankelijk tijdelijk beschikbaar via promotionele acties, zoals het koppelen van een Twitch Prime-account, en werd later nog enkele keren heruitgebracht.